# 南胡克塞特 (新罕布什爾州)
南胡克塞特（英語：South Hooksett）是位於美國新罕布什爾州梅里馬克縣的普查規定居民點。

## 人口
根據2020年美國人口普查的數據，南胡克塞特的面積為17.48平方千米，當中陸地面積為17.46平方千米，而水域面積為0.02平方千米。當地共有人口5888人，而人口密度為每平方千米336.84人。